# Донкастър
Вижте пояснителната страница за други значения на Донкастър.
До̀нкастър (на английски: Doncaster) е град в северна Англия, административен и стопански център на едноименната община в графство Южен Йоркшър. Намира се на 25 km североизточно от Шефилд. Населението на самия град е около 68 000 души (2008) но заедно със сливащите се сателитни градчета на Бентли и Армторп се формира урбанизирана територия със 127 851 жители. В близост е разположено летището „Робин Худ“
Разположен е на 15 метра надморска височина в низината Хъмбърхед Левълс, на 28 километра североизточно от Шефилд и на 42 километра югоизточно от Лийдс.

## Спорт
Футболният отбор на града се казва ФК Донкастър Роувърс.

## Известни личности
Родени в Донкастър
- Джон Маклафлин (р. 1942), музикант
- Даяна Риг (р. 1938), киноактриса
- Луи Томлинсън (р. 1991), музикант
- Етел Търнър (1870 – 1958), австралийска писателка

## Побратимени градове
- Авион, Франция